# Estación de Corentin Cariou
La estación de Corentin Cariou es una estación del metro de París situada al noreste de la capital, en el XIX Distrito. Forma parte de la línea 7. 

## Historia
La estación fue inaugurada el 5 de noviembre de 1910 como parte del tramo inicial de la línea 7. Inicialmente, fue bautizada con el nombre de Pont de Flandre. El 10 de febrero de 1946, recibió su nombre actual en honor a Corentin Cariou (1898-1942), político francés que fue fusilado por los alemanes durante la Segunda Guerra Mundial.

## Descripción
Se compone de dos vías y de dos andenes laterales de 75 metros.
Está diseñada en bóveda elíptica revestida completamente de los clásicos azulejos blancos biselados del metro parisino. Su iluminación sigue el estilo New Neons, originaria de la línea 12 pero que luego se ha ido exportando a otras líneas. Emplea delgadas estructuras circulares, en forma de cilindro, que recorren los andenes proyectando la luz tanto hacia arriba como hacia abajo. Finos cables metálicos dispuestos en uve sostienen a cierta distancia de la bóveda todo el conjunto.
La señalización, sobre paneles metálicos de color azul y letras blancas adopta la tipografía Motte. Por último, los escasos asientos de la estación son blancos, individualizados y de tipo Motte.